# 奥斯卡·巴雷纳
奥斯卡·巴雷纳（西班牙語：Óscar Barrena，1966年10月22日—），西班牙男子曲棍球运动员。他曾代表西班牙国家队参加1996年夏季奥林匹克运动会曲棍球比赛，获得一枚银牌。